# Casa Cristau
La Casa Cristau és un edifici del municipi de Figueres (Alt Empordà) que forma part de l'Inventari del Patrimoni Arquitectònic de Catalunya.

## Descripció
Edifici situat en una cantonada, a davant del col·legi Escolàpies, de planta baixa, dos pisos i golfes amb coberta terrassada. La planta baixa té un encoixinat de pedra, d'uns setanta centímetres d'alçada. Dues grans obertures donen accés al local comercial de la planta baixa. Els dos pisos superiors segueixen la mateixa estructura. Una balconada correguda, suportada per mènsules la del segon pis, amb dues obertures amb un guardapols suportat per uns capitells decorats amb fulles d'acant i decoració floral. La planta golfes té com a obertures, petites galeries amb tres arcs de mig punt, decorades amb un petit guardapols ondulat, i amb un ampit a la base de la finestra. Pel que fa a la façana lateral, es repeteix la decoració de guardapols a les obertures. Els dos pisos superiors tenen cinc finestres cadascun, algunes de les quals cegades, i a la planta golfes trobem petites finestres en arcs de mig punt, amb l'ampit i el guardapols decoratiu.